# Transtorno por uso de cannabis
O transtorno por uso de cannabis (TUC), também conhecido como dependência de cannabis ou dependência de maconha, é um transtorno psiquiátrico definido na quinta revisão do Manual Diagnóstico e Estatístico de Transtornos Mentais (DSM-5) e CID-10 como o uso contínuo de cannabis apesar do comprometimento clinicamente significativo.
Existe um equívoco comum de que o transtorno do uso de cannabis não existe.

## Sinais e sintomas
O uso de cannabis é por vezes comórbido para outros problemas de saúde mental, tais como distúrbios de humor e ansiedade e interromper o uso de cannabis é difícil para alguns usuários. Comorbidades psiquiátricas estão frequentemente presentes em usuários dependentes de cannabis, incluindo uma série de transtornos de personalidade.
Com base em dados de pesquisas anuais, alguns alunos do ensino médio que relatam fumar diariamente (quase 7%, de acordo com um estudo) podem ter um desempenho escolar mais baixo do que os alunos que não o fazem. As propriedades sedativas e ansiolíticas do tetrahidrocanabinol (THC) em alguns usuários podem fazer do uso da cannabis uma tentativa de automedicação de transtornos de personalidade ou psiquiátricos .

### Dependência
O uso prolongado de cannabis produz alterações farmacocinéticas (como a droga é absorvida, distribuída, metabolizada e excretada) e farmacodinâmicas (como a droga interage com as células-alvo) no corpo. Essas mudanças exigem que o usuário consuma doses maiores da droga para atingir um efeito desejável comum (conhecido como maior tolerância), reforçando os sistemas metabólicos do corpo para eliminar a droga de forma mais eficiente e regulando ainda mais os receptores canabinoides no cérebro. Os consumidores de cannabis demonstraram uma diminuição da reatividade à dopamina, o que sugere uma possível ligação com o enfraquecimento do sistema de recompensa do cérebro,  aumento da sentimentos  negativos e da gravidade da dependência.
Usuários de cannabis podem desenvolver tolerância aos efeitos do THC. A tolerância aos efeitos comportamentais e psicológicos do THC foi demonstrada em adolescentes e animais. Acredita-se que os mecanismos que criam essa tolerância ao THC envolvam alterações na função do receptor canabinóide.
Um estudo mostrou que entre 2001-2002 e 2012-2013, o uso de marijuana nos EUA duplicou.
A dependência da cannabis desenvolve-se em cerca de 9% dos utilizadores, significativamente menos do que a da heroína, cocaína, álcool e ansiolíticos prescritos, mas ligeiramente superior à da psilocibina, mescalina ou LSD. Daqueles que usam cannabis diariamente, 10–20% desenvolvem dependência.

### Abstinência
Os sintomas de abstinência de cannabis ocorrem em metade das pessoas em tratamento para distúrbios de uso de cannabis. Os sintomas podem incluir disforia, ansiedade, irritabilidade, depressão, inquietação, sono perturbado, sintomas gastrointestinais e diminuição do apetite. É frequentemente associado ao transtorno do movimento rítmico . A maioria dos sintomas começa durante a primeira semana de abstinência e desaparece após algumas semanas. Cerca de 12% dos usuários de altas doses de cannabis apresentaram abstinência de cannabis, conforme definido pelo DSM-5, e isso foi associado a uma incapacidade significativa, bem como a transtornos de humor, ansiedade e personalidade. Além disso, um estudo realizado com 49 consumidores dependentes de cannabis durante um período de abstinência de duas semanas demonstrou que os sintomas mais proeminentes eram pesadelos (embora sem sofrimento nos indivíduos) e raiva (causando sofrimento).

### Causa
O vício em cannabis geralmente ocorre devido ao uso prolongado e crescente da droga. Aumentar a potência da cannabis consumida e aumentar o uso de métodos de administração mais eficazes geralmente aumenta a progressão da dependência da cannabis. Aproximadamente 17% dos fumantes semanais e 19% dos fumantes diários de cannabis podem ser classificados como dependentes de cannabis. Além do uso de cannabis, foi demonstrado que o uso concomitante de cannabis e tabaco pode resultar num risco elevado de transtorno por uso de cannabis. Também pode ser causada pela propensão à dependência de substâncias, que pode ser adquirida geneticamente ou ambientalmente.

### Fatores de risco
Certos fatores são considerados como fatores que aumentam o risco de desenvolver dependência de cannabis. Estudos longitudinais ao longo de vários anos permitiram que pesquisadores monitorassem aspectos do desenvolvimento social e psicológico simultaneamente ao uso de cannabis. Cada vez mais evidências demonstram a elevação dos problemas associados à frequência e à idade em que a cannabis é utilizada, sendo os utilizadores jovens e frequentes os que correm maior risco. A frequência do uso de cannabis e a duração do uso são considerados os principais fatores de risco para o desenvolvimento do transtorno por uso de cannabis. A potência da cannabis utilizada é também é considerada um fator de risco, sendo ele proporcionalmente maior conforme um teor mais elevado de THC. O uso concomitante de álcool ou tabaco, um histórico de experiências adversas na infância, depressão ou outros transtornos psiquiátricos, eventos estressantes da vida e o uso de cannabis pelos pais também podem aumentar o risco de desenvolver transtorno por uso de cannabis.
Os principais fatores na Austrália, por exemplo, relacionados ao risco elevado de desenvolver problemas com o uso de cannabis incluem uso frequente em idade jovem; desajuste pessoal; sofrimento emocional; educação parental deficiente; abandono escolar; contato com colegas usuários de drogas; mudança de casa em idade precoce; tabagismo diário; e fácil acesso à cannabis. Os investigadores concluíram que há evidências emergentes de que as experiências positivas com o uso precoce de canábis são um preditor significativo da dependência tardia e que a predisposição genética desempenha um papel no desenvolvimento do uso problemático.

### Grupos de alto risco
Vários grupos foram identificados como estando em maior risco de desenvolver dependência de cannabis e, na Austrália, descobriu-se que incluíam populações adolescentes, aborígenes e habitantes das ilhas do Estreito de Torres e pessoas com problemas de saúde mental.

### Adolescentes
O sistema endocanabinóide está diretamente envolvido no desenvolvimento do cérebro do adolescente. Os consumidores adolescentes de canábis são, portanto, particularmente vulneráveis aos potenciais efeitos adversos do consumo de canábis. O uso de cannabis por adolescentes está associado ao aumento do uso indevido de cannabis na idade adulta, a problemas de memória e concentração, a complicações cognitivas a longo prazo e a resultados psiquiátricos desfavoráveis, incluindo ansiedade social, tendências suicidas e dependência.
Existem várias razões pelas quais os adolescentes iniciam o hábito de fumar. Segundo um estudo realizado por Bill Sanders, a influência de amigos, problemas domésticos difíceis e experimentação são algumas das razões pelas quais esta população começa a fumar cannabis. Este segmento da população parece ser um dos grupos mais influenciáveis que existe. Eles querem seguir o grupo e parecer “legais”, “descolados” e aceitos pelos amigos. Esse medo da rejeição desempenha um papel importante na decisão de usar cannabis. No entanto, esse não parece ser o fator mais importante. Segundo um estudo do Canadá, a falta de conhecimento sobre a cannabis parece ser a principal razão pela qual os adolescentes começam a fumar. Os autores observaram uma alta correlação entre adolescentes que conheciam os danos mentais e físicos da cannabis e seu consumo. Dos 1045 jovens participantes do estudo, aqueles que conseguiram citar o menor número de efeitos negativos sobre esta droga foram geralmente os que a consumiam. Também não foram casos isolados. Na verdade, o estudo mostrou que a proporção de adolescentes que viam a cannabis como uma droga de alto risco e daqueles que pensavam o contrário era aproximadamente a mesma.

### Gravidez
O Colégio Americano de Obstetras e Ginecologistas desaconselha o uso de cannabis durante a gravidez ou lactação. Existe uma associação entre fumar cannabis durante a gravidez e baixo peso ao nascer. Fumar cannabis durante a gravidez pode diminuir a quantidade de oxigênio fornecida ao feto em desenvolvimento, o que pode restringir o crescimento fetal. O ingrediente ativo da cannabis (Δ 9 -tetrahidrocanabinol, THC) é solúvel em gordura e pode passar para o leite materno durante a lactação. O THC no leite materno pode então ser absorvido pelo bebê que está sendo amamentado, como demonstrado pela presença de THC nas fezes do bebê. No entanto, as evidências dos efeitos a longo prazo da exposição ao THC através do leite materno não são claras.

### Diagnóstico
O transtorno por uso de cannabis é reconhecido na quinta versão do Manual Diagnóstico e Estatístico de Transtornos Mentais ( DSM-5 ), que também adicionou a abstinência de cannabis como uma nova condição. Na revisão de 2013 do DSM-5, o abuso e a dependência do DSM-IV foram combinados no transtorno por uso de cannabis. O critério de problemas legais (devido ao abuso de cannabis) foi removido e o critério de desejo foi adicionado recentemente, resultando em um total de onze critérios: uso perigoso, problemas sociais/interpessoais, papéis principais negligenciados, abstinência, tolerância, uso de grandes quantidades/por mais tempo, tentativas repetidas de parar/controlar o uso, muito tempo gasto usando, problemas físicos/psicológicos relacionados ao uso, atividades abandonadas e desejo. Para um diagnóstico de transtorno por uso de cannabis do DSM-5, pelo menos dois desses critérios precisam estar presentes no período dos últimos doze meses. Além disso, foram definidos três níveis de gravidade: transtorno de uso de cannabis leve (dois ou três critérios), moderado (quatro ou cinco critérios) e grave (seis ou mais critérios).
O transtorno por uso de cannabis também é reconhecido na décima primeira revisão da Classificação Internacional de Doenças (CID-11), adicionando mais subdivisões, incluindo intervalos de tempo do padrão de uso (episódico, contínuo ou não especificado) e dependência (atual, remissão completa precoce, remissão parcial sustentada, remissão completa sustentada ou não especificada) em comparação com a décima revisão.
Uma meta-análise de 2019 descobriu que 34% das pessoas com psicose induzida por cannabis fizeram a transição para esquizofrenia. Verificou-se que este valor era comparativamente superior ao dos alucinógenos (26%) e das anfetaminas (22%).
Para detectar problemas relacionados à cannabis, vários métodos são usados. As escalas específicas para a cannabis, que oferecem o benefício de serem economicamente eficientes em comparação com entrevistas de diagnóstico extensivas, incluem o Teste de Triagem de Abuso de Cannabis (CAST), o Teste de Identificação do Uso de Cannabis (CUDIT) e o Teste de Identificação de Problemas com o Uso de Cannabis (CUPIT). Também são utilizadas escalas para transtornos gerais de uso de drogas, incluindo a Escala de Dependência de Gravidade (SDS), o Teste de Identificação de Transtornos por Uso de Drogas (DUDIT) e o Teste de Triagem de Envolvimento com Álcool, Tabagismo e Substâncias (ASSIST). Entretanto, não existe um padrão ouro e escalas mais antigas e mais novas ainda estão em uso. Para quantificar o uso de cannabis, são utilizados métodos como o Timeline Follow-Back (TLFB) e o Cannabis Use Daily (CUD). Esses métodos medem o consumo geral e não gramas de substância psicoativa, pois a concentração de THC pode variar entre os usuários de drogas.

### Tratamento
Profissionais de saúde diferenciam entre usuários casuais que têm dificuldade com exames de drogas e usuários pesados diários, até um usuário crônico que usa várias vezes ao dia.  Nos EUA, Desde 2013, a cannabis é a substância ilícita mais comumente identificada e usada por pessoas internadas em centros de tratamento. A procura de tratamento para o transtorno do uso de cannabis aumentou internacionalmente entre 1995 e 2002. Nos Estados Unidos, o adulto médio que procura tratamento consome cannabis há mais de 10 anos, quase diariamente, e tentou parar seis ou mais vezes.
As opções de tratamento para dependência de cannabis são muito menores do que para dependência de opióides ou álcool. A maioria dos tratamentos enquadra-se nas categorias de intervenção psicológica ou psicoterapêutica, intervenção farmacológica ou tratamento através de apoio por pares e abordagens ambientais. Nenhum medicamento foi considerado eficaz para a dependência de cannabis, mas os modelos psicoterapêuticos são promissores. Sessões de triagem e intervenção breve podem ser realizadas em vários contextos, especialmente em consultórios médicos, o que é importante, pois a maioria dos usuários de cannabis que procuram ajuda o faz com seu médico generalista e não com uma agência de tratamento de drogas.
As formas de tratamento mais comumente acessadas na Austrália são programas de 12 passos, consultas médicas, programas de reabilitação e serviços de desintoxicação, com serviços de internação e ambulatórios igualmente acessados. Na UE, aproximadamente 20% de todas as admissões primárias e 29% de todos os novos clientes de drogas em 2005 tinham problemas primários com cannabis. Em todos os países que registraram dados entre 1999 e 2005, o número de pessoas que procuraram tratamento para o uso de cannabis aumentou.

### Psicológico
A intervenção psicológica inclui terapia cognitivo-comportamental (TCC), terapia de reforço motivacional, gestão de contingência, psicoterapia de apoio-expressiva, intervenções familiares e sistêmicas e programas de doze passos.
Avaliações dos programas dos Marijuana Anonymous, seguindo as linhas de 12 passos dos Alcoólicos Anônimos e Narcóticos Anônimos, mostraram pequenos efeitos benéficos na redução do uso geral de drogas. Em 2006, a Iniciativa de Wisconsin para Promover Estilos de Vida Saudáveis implementou um programa que ajuda os médicos de cuidados primários a identificar e a abordar os problemas de consumo de marijuana nos pacientes.

### Medicamento
Até 2023, não havia nenhum medicamento que tivesse se mostrado eficaz no tratamento do transtorno por uso de cannabis. Pesquisas estão focadas em três abordagens de tratamento: substituição agonista, antagonista e modulação de outros sistemas neurotransmissores. De forma mais ampla, o objetivo da terapia medicamentosa para o transtorno do uso de cannabis centra-se em atingir os estágios do vício: intoxicação aguda/compulsão, abstinência/afeto negativo e preocupação/antecipação.
Para o tratamento do controle dos sintomas de abstinência/afeto negativo do transtorno por uso de cannabis, os medicamentos podem funcionar aliviando a inquietação, o humor irritável ou deprimido, a ansiedade e a insônia. Bupropiona, que é um inibidor da recaptação da norepinefrina-dopamina, foi estudada para o tratamento da abstinência com resultados amplamente fracos. A atomoxetina também apresentou resultados fracos e é um inibidor da recaptação da norepinefrina, embora aumente a liberação de dopamina por meio de efeitos posteriores no córtex pré-frontal (uma área do cérebro responsável pelo planejamento de tarefas e comportamentos complexos). A venlafaxina, um inibidor da recaptação da serotonina-norepinefrina, também foi estudada para o transtorno do uso de cannabis, com a ideia de que o componente serotoninérgico pode ser útil para os padrões de humor deprimido ou ansioso no controle dos sintomas de abstinência. Embora a venlafaxina tenha demonstrado melhorar o humor de pessoas com transtorno de uso de cannabis, um ensaio clínico nessa população encontrou taxas de abstinência de cannabis piores em comparação ao placebo. Vale ressaltar que a venlafaxina às vezes é mal tolerada e o uso pouco frequente ou a interrupção abrupta do seu uso pode levar a sintomas de abstinência do próprio medicamento, incluindo irritabilidade, disforia e insônia. É possível que o uso de venlafaxina tenha realmente exacerbado os sintomas de abstinência de cannabis, levando as pessoas a usar mais cannabis do que placebo para aliviar seu desconforto. A mirtazapina, que aumenta a serotonina e a norepinefrina, também não conseguiu melhorar as taxas de abstinência em pessoas com transtorno de uso de cannabis.
As pessoas às vezes usam cannabis para lidar com sua ansiedade e a abstinência de cannabis pode levar a sintomas de ansiedade. A buspirona, um agonista do receptor de serotonina 1A (5-HT 1A ), demonstrou eficácia limitada no tratamento da ansiedade em pessoas com transtorno de uso de cannabis, embora possa haver melhor eficácia em homens do que em mulheres. A fluoxetina, um inibidor seletivo da recaptação da serotonina, não demonstrou eficácia em adolescentes com transtorno de uso de cannabis e depressão. Os ISRS são uma classe de medicamentos antidepressivos que também são usados para o tratamento de transtornos de ansiedade, como o transtorno de ansiedade generalizada. A vilazodona, que possui propriedades de agonismo tanto do ISRS quanto do 5-HT 1A, também não conseguiu aumentar as taxas de abstinência em pessoas com transtorno de uso de cannabis.
Estudos com divalproex não encontraram benefícios significativos, embora alguns estudos tenham encontrado resultados mistos. Baclofeno, um agonista do receptor GABA B e medicamento antiespasmódico, demonstrou reduzir os desejos, mas sem um benefício significativo na prevenção de recaídas ou na melhoria do sono. O zolpidem, um agonista do receptor GABA A e medicamento "Z-hipnótico", demonstrou alguma eficácia no tratamento da insônia devido à abstinência de cannabis, embora haja potencial para uso indevido. O entacapone foi bem tolerado e diminuiu os desejos por cannabis em um estudo com um pequeno número de pacientes. O topiramato, um medicamento antiepiléptico, apresentou resultados mistos em adolescentes, reduzindo o volume de consumo de cannabis sem aumentar significativamente a abstinência, com tolerabilidade um tanto baixa. A gabapentina, um modulador indireto do GABA, demonstrou alguns benefícios preliminares na redução dos desejos e do uso de cannabis.
A abordagem de substituição agonista é aquela que se baseia na analogia do sucesso da terapia de reposição de nicotina para o vício da nicotina . O dronabinol, que é THC sintético, demonstrou benefícios na redução dos desejos e outros sintomas de abstinência, embora sem prevenir a recaída ou promover a abstinência. A terapia combinada com dronabinol e o agonista do receptor α 2 -adrenérgico lofexidina mostrou resultados mistos, com possíveis benefícios na redução dos sintomas de abstinência. No entanto, no geral, a combinação de dronabinol e lofexidina provavelmente não é eficaz para o tratamento do transtorno do uso de cannabis. Nabilona, um análogo sintético do THC, demonstrou benefícios na redução dos sintomas de abstinência, como dificuldade para dormir, e diminuição do uso geral de cannabis. Apesar dos seus efeitos psicoactivos, o início de ação mais lento e a duração mais longa da ação da nabilona tornam menos provável que seja abusada do que a própria canábis, o que torna a nabilona uma estratégia promissora de redução de danos para o tratamento da perturbação do uso de canábis. Foi demonstrado que a combinação de nabilona e zolpidem diminui os sintomas relacionados ao sono e ao humor da abstinência de cannabis, além de diminuir o uso de cannabis. Nabiximols, um produto combinado de THC e canabidiol (CBD) formulado como um spray oral (bucal), demonstrou melhorar os sintomas de abstinência sem melhorar as taxas de abstinência. O CBD oral não demonstrou eficácia na redução dos sinais ou sintomas do uso de cannabis e provavelmente não tem benefícios nos sintomas de abstinência do uso de cannabis. O antagonista do receptor CB 1 rimonabant demonstrou eficácia na redução dos efeitos da cannabis em usuários, mas com risco de efeitos colaterais psiquiátricos graves.
A naltrexona, um antagonista do receptor μ-opióide, apresentou resultados mistos para o transtorno do uso de cannabis — aumentando os efeitos subjetivos da cannabis quando administrada de forma aguda, mas diminuindo potencialmente o uso geral de cannabis com administração crônica. A N -acetilcisteína (NAC) demonstrou algum benefício limitado na redução do uso de cannabis em adolescentes, embora não em adultos. O lítio, um estabilizador de humor, apresentou resultados mistos no tratamento dos sintomas de abstinência de cannabis, mas provavelmente é ineficaz. A quetiapina, um antipsicótico de segunda geração, demonstrou tratar a insônia relacionada à abstinência de cannabis e a diminuição do apetite, em detrimento da exacerbação dos desejos. A ocitocina, um neuropeptídeo produzido pelo corpo, demonstrou algum benefício na redução do uso de cannabis quando administrada por via intranasal em combinação com sessões de terapia de aumento motivacional, embora o efeito do tratamento não tenha persistido entre as sessões.
Os antagonistas CB1, como o rimonabanto, foram testados quanto à utilidade nesse transtorno.

### Barreiras ao tratamento
Pesquisas que analisam as barreiras ao tratamento com cannabis frequentemente citam falta de interesse no tratamento, falta de motivação e conhecimento sobre as instalações de tratamento, falta geral de instalações, custos associados ao tratamento, dificuldade em atender aos critérios de elegibilidade do programa e dificuldades de transporte.

## Epidemiologia
De acordo com a Pesquisa Nacional sobre Uso de Drogas e Saúde de 2022, a cannabis é uma das drogas mais amplamente utilizadas no mundo. Uma pesquisa do Pew Research Center de 2012 afirma que 42% da população dos EUA afirmou ter usado cannabis em algum momento. De acordo com a Pesquisa Nacional sobre Uso de Drogas e Saúde de 2019, 46% dos adultos dos EUA afirmam que já usaram maconha. Estima-se que 9% dos que usam cannabis desenvolvam dependência.
Nos EUA, a cannabis é a substância ilícita mais comumente identificada e usada por pessoas internadas em centros de tratamento. A maioria dessas pessoas foi encaminhada para lá pelo sistema de justiça criminal. Dos internados, 16% foram por conta própria ou foram encaminhados por familiares ou amigos.
Dos australianos com 14 anos ou mais, 34,8% usaram cannabis uma ou mais vezes na vida.
Na União Europeia (dados disponíveis em 2018, informações para países individuais foram coletadas entre 2012 e 2017), 26,3% dos adultos de 15 a 64 anos usaram cannabis pelo menos uma vez na vida, e 7,2% usaram cannabis no último ano. A maior prevalência de uso de cannabis entre pessoas de 15 a 64 anos na UE foi relatada na França, com 41,4% tendo usado cannabis pelo menos uma vez na vida, e 2,17% usaram cannabis diariamente ou quase diariamente. Entre os jovens adultos (15–34 anos), 14,1% usaram cannabis no último ano.
Entre os adolescentes (15–16 anos) num estudo europeu em escolas (ESPAD), 16% dos estudantes usaram cannabis pelo menos uma vez na vida, e 7% (rapazes: 8%, meninas: 5%) dos estudantes usaram cannabis nos últimos 30 dias.
Globalmente, estima-se que 22,1 milhões de pessoas (0,3% da população mundial) tenham dependência de cannabis.

## Pesquisa
Medicamentos como antidepressivos ISRS, antidepressivos de ação mista, bupropiona, buspirona e atomoxetina podem não ser úteis para tratar o transtorno do uso de cannabis, mas as evidências são muito fracas e mais pesquisas são necessárias. As preparações de THC, gabapentina, oxitocina e N-acetilcisteína também requerem mais pesquisas para determinar se são eficazes, pois a base de evidências é fraca.
O uso excessivo de cannabis tem sido associado ao comprometimento do funcionamento cognitivo; no entanto, seus detalhes específicos são difíceis de elucidar devido ao uso potencial de substâncias adicionais pelos usuários e à falta de estudos longitudinais.